# مجری حقوقی
به شرکت های مهندسی گفته می شود که وظیفه نظارت بر ساختمان و پروژه های ساختمانی و عمرانی را بر عهده دارند. برای اجرای صحیح و درست عملیات ساختمانی برای هر پروژه نیاز به یک مجری ساختمانی یا مجری حقوقی می باشد.

## وظایف مجری حقوقی ساختمان
از جمله وظایف مجری حقوقی ساختمانی می توان به اجرای انواع پروژه های ساختمانی ازجمله اداری ، مسکونی ، تجاری و ... ، نقشه برداری از ساختمان ، جانمایی ، اجرای انواع سازه ، سقف های پیش تنیده و مجوف ، طرح های اقتصادی و امکان سنجی پروژه ها ، مدیریت بر پروژه ها ، پیمانکاری پروژه ، اجرای ساختمان از جمله فونداسیون ، بتن ریزی ، تحکیم ،گودبرداری ،  اسکلت و نازک کاری ، انجام کلیه امور مهندسی و حقوقی در رابطه با مجوز ها ، اجرای انواع سازه های پیش ساخته ، فلزی و ...

## مجری ذی‌صلاح کیست؟
به شخصی که دارای مدرک عمران و معماری باشد و از صلاحیت او برای انجام پروژه های ساختمانی تایید شده باشد گفته می شود. مجری ذی‌صلاح باید در تمامی پروژه های ساختمانی در زمان اجرا حضور و نظارت داشته باشد؛ تمامی اشخاص با مدرک تحصیلی کارشناسی و یا بالاتر در رشته تحصیلی معماری و عمران که صلاحیتشان پس از قبولی در آزمون مربوطه و کسب پروانه اجرایی توسط سازمان نظام مهندسی مورد تایید قرار گرفته باشند صلاحیت حضور به عنوان - مجری ذی صلاح و مدیریت در کلیه مراحل اجرایی در زمینه ساختمان سازی را دارا می باشند.

## مسئولیت های مجری حقوقی
- مطالعه و بررسی کلیه مدارک ، پرونده و نقشه های موجود و اعلام مشکلات به صاحب کار جهت رفع آنها قبل از شروع به کار
- ارائه برنامه زمان بندی برای کار و ایجاد هماهنگی بین مهندسین و وظایف آنها
- رعایت کلیه امور ایمنی و مسائل زیست محیطی
- رعایت قوانین و مقررات مربوط به ساختمان سازی و شهر سازی
- اخذ موافقت صاحب کار و استفاده از مهندسین دارای پروانه کار
- استفاده از مهندسان رشته های ساختمانی با پروانه اشتغال و پروانه مهارت فنی
- رعایت مقررات و بخشنامه های قانونی ساختمان ، شهرسازی و مسکن
- تحویل تمامی مدارک و مستندات به صاحب کار بعد از پایان کار
- برای شناخت کامل شرح وظایف مجری ذیصلاح یا همان مجری نظام مهندسی، لازم است با مفاهیم حقوقی و قانونی آن و همچنین نحوه اخذ پروانه از سازمان نظام مهندسی و یا انجمن انبوه سازان آشنایی کامل حاصل گردد.